# نفي تسدك
نفيه تسدك (بالعبرية: נווה צדק) أول حي يهودي رسمي خارج أسوار مدينة يافا. تأسس الحي عام 1887، بعد سنوات قليلة من هدم أسوار يافا، وكان في الأصل كان حيًا يهوديًا سفارديًا. منذ التسعينيات، تم ترميم العقارات المتهدمة وأصبحت الآن أحد الأحياء العصرية في تل أبيب.

## التاريخ
تأسست نفي تسدك من قبل مجموعة من العائلات اليهودية السفاردية التي سعت إلى الانتقال خارج مدينة يافا المزدحمة.
جاءت مبادرة إنشاء الحي من شركة "عزرات إسرائيل" من يافا، والتي تأسست بهدف العمل من أجل الصالح العام. تأسست الشركة على يد إليعازر روكح، شقيق شمعون روكح. وكان أول مشروع للشركة هو إنشاء مستشفى لفقراء المدينة وعمال المستعمرة الذين يزورون أطباء المدينة.
يكتب فيفل كهانوف الذي كان سكرتير منظمة عزرات إسرائيل، أنه في أحد اجتماعات مديريها تقرر بناء حي يهودي جديد على حدود يافا. واشتروا أرضاً بين البساتين في طريق القدس وقسموها إلى قطع ثم باعوها لسكان يافا. كان من المفترض أن يسمى الحي "نيفا شالوم"، ولكنهم عندما هموا بالبناء، وجدوا أنه من أجل حفر بئر مياه سيحتاجون إلى مبلغ إضافي كبير من المال لم يكن لديهم، لذلك لم يتم إنشاء نيفا شالوم فعليًا إلا في عام 1890.
تم إنشاء نفي تسدك أخيرًا بمساعدة أهارون شالوش الذي كان يمتلك أرضًا على حدود يافا واتنقل إليها بعائلته أهارون شلوش عام 1883. عرض شالوش أن يبيع الشركة قطعة أرض لبناء الحي الجديد وكان افتراضه أنهم إذا بدأوا ببناء حي على أرضه فإن المستوطنة اليهودية خارج يافا ستنمو وسترتفع قيمة أرضها، ولذلك وافق. بيع أراضي مديري "عزرات إسرائيل" بشروط سداد ميسرة وبسعر رخيص للغاية - عشرين ألف إيما بألفين وخمسمائة فرنك تُدفع خلال عام. ثالثًا، تم النص على أنه بحلول وقت الدفع، يجب أن يبدأ البناء بالفعل. وتم تقسيم المنطقة إلى 48 قطعة أرض كل منها ثلاثمائة ذراع، تم بيعها للمهتمين، وبالإضافة إلى ذلك تم تخصيص 5600 ذراع لرصف الشوارع والاحتياجات العامة. سمي الحي الجديد "نفيه تسيدك".

### الأحياء المجاورة
بمرور الزمن، بنيت أحياء إضافية حول نيفي تسدك، منها نفي شالوم الذي أسسه زيرخ برنيت عام 1890، وحي أخافا الذي أسسته منظمة أغودات أخافا عام 1899، وحي أوهيل موشيه الذي تأسس عام 1906 بشكل رئيسي على يد مهاجرين من شمال إفريقيا. على مر السنين، ابتلاع حي نفي تسدك. حي محاني يهودا (1896) ومحاني يوسف (1904) أسسهما مهاجرون من اليمن، وبعد سنوات تم توحيدهما في حي واحد يسمى حي شبازي، كاسم الشارع الذي يفصله عن حي نفي تسدك. وباتي فينغولد (1904).